# Éloge de la pièce manquante
Éloge de la pièce manquante est un roman policier d’Antoine Bello, paru en 1998. Il se présente sous la forme d'une énigme (plusieurs meurtres ont été commis dans le milieu du puzzle de compétition), d'un puzzle en quarante-huit pièces (ou chapitres) et d'une solution donnée en fin d'ouvrage.

## Résumé
L'histoire principale du roman se déroule en 1994-1995, avec de nombreux flashbacks couvrant la période 1969-1995. La solution est révélée le 17 juin 1996.
Le roman s'ouvre sur ces mots : « Entre mars et septembre de l’année 1995, cinq meurtres vinrent endeuiller le circuit professionnel américain de puzzle de vitesse. Le modus operandi était toujours le même : la victime, qui avait succombé à une injection massive de penthotal, était retrouvée amputée d’un membre, toujours différent. Sur son cadavre, l’assassin avait placé un morceau de cliché Polaroïd représentant le membre correspondant d’un autre homme. »
Les quarante-huit chapitres qui suivent, présentés en désordre chronologique comme le seraient les pièces d'un puzzle, reviennent sur les événements qui ont déclenché cette série de meurtres, et notamment l'organisation un quart de siècle plus tôt (1969) du concours du puzzle le plus difficile du monde jusqu'au lancement du circuit professionnel de puzzle de vitesse par le milliardaire Charles Wallerstein, en passant par les débats d'une société savante (la « Société de puzzologie ») sur la configuration d'équilibre des murs de briques et sur la lutte de pouvoir au sein de cette association.
Les personnes assassinées ou disparues sont les suivantes (par ordre chronologique) :
- 9 février 1995 : disparition mystérieuse de Nicholas Spillsbury, joueur de puzzle émérite et champion du monde ;
- 8 mars 1995 : assassinat de Rijk Krijek, joueur de puzzle émérite et champion du monde (amputation de sa jambe gauche) ;
- avril 1995 : assassinat d'Irwin Weissberg, architecte qui venait de terminer les plans de la Maison du puzzle (amputation de sa jambe droite) ;
- 15 mai 1995 : assassinat de James Blythe, assistant de Charles Wallerstein (amputation du bras droit) ;
- 7 juillet 1995 : assassinat d'Evgueni Kallisov, joueur de puzzle émérite (amputation du bras gauche) ;
- 3 septembre 1995 : assassinat d'Olof Niels, joueur de puzzle émérite (amputation de la main droite) ;
- 19 septembre 1995 : assassinat de Paul Rousselet, concepteur de puzzles (créateur notamment du « puzzle le plus difficile du monde » en 1969) ; le cadavre n’a subi aucune amputation.

Les médias couvrant l'enquête envisage l'hypothèse que le tueur, très intelligent et précis, cherche à créer, pour des motifs mystérieux, le premier « puzzle humain » …

## Réception critique
Éloge de la pièce manquante a été finaliste du Prix Novembre, battu par Les Particules élémentaires de Michel Houellebecq. Il a été traduit dans huit langues.
Dans son recueil de textes Entre parenthèses, le poète et romancier chilien Roberto Bolaño a salué en Bello « un disciple remarquable de Georges Perec ». « Nous sommes face à un grand roman et, surtout, face à un grand romancier d'à peine trente ans, dont l'œuvre future nous dispensera sans doute de grandes surprises. »